# Барингтон Хилс (Илиноис)
Барингтон Хилс (енгл. Barrington Hills) град је у америчкој савезној држави Илиноис.

## Демографија
По попису из 2010. године број становника је 4.209, што је 294 (7,5%) становника више него 2000. године.
| Група             | 2000.         | 2010.         |
| Белци             | 3.647 (93,2%) | 3.752 (89,1%) |
| Афроамериканци    | 18 (0,5%)     | 32 (0,8%)     |
| Азијати           | 153 (3,9%)    | 272 (6,5%)    |
| Хиспаноамериканци | 75 (1,9%)     | 114 (2,7%)    |
| Укупно            | 3.915         | 4.209         |